# Тардисод
Тардисоды (англ. Tardisodes) — серия мини-эпизодов и спин-офф британского телесериала «Доктор Кто», созданные для сопровождения второго сезона сериала. Сделанные для «Доктора Кто» продюсерами BBC Wales, каждый Тардисод длится приблизительно одну минуту.
Первый Тардисод, приквел к серии «Новая Земля», был показан 1 апреля 2006 года. Новые Тардисоды выпускались за неделю до выхода каждого эпизода в эфир, сразу после окончания премьеры новой серии на BBC One.
Тардисоды рекламировались на телеканале BBC One.
Загрузка эпизодов Тардисодов с мобильных телефонов оказалась не так популярна, как ожидалось: около 40 000 загрузок, в среднем 3,000 на каждый из эпизодов. Загрузка же с персональных компьютеров производилась гораздо чаще: 2,6 миллионов загрузок.

## Синопсисы

### Тардисод 1 — «Новая Земля»
Как утверждают Сёстры Изобилия, на Новой Земле можно излечиться от всех болезней.

### Тардисод 2 — «Клык и коготь»
В XVI-ом веке нечто странное и мрачное падает на Землю в окрестностях Шотландии.

### Тардисод 3 — «Встреча в школе»
Микки ищет в компьютере информацию для Доктора и Розы о активности НЛО и находит её в средней школе Джеффри Вейл.

### Тардисод 4 — «Девушка в камине»
Ионная вспышка наносит большие повреждения космическому кораблю.

### Тардисод 5 — «Восстание киберлюдей»
Джон Люмик - самый богатый и влиятельный человек в Англии в параллельном мире, желающий облегчить жизнь каждого разумного существа.

### Тардисод 6 — «Век стали»
По всей Англии распространяется указ Джона Люмика киберлюдям: провести апгрейд и удалить неподходящих.

### Тардисод 7 — «Фонарь идиота»
Неожиданная опасность от телевизоров грозит зрителям в Англии перед коронацией королевы.

### Тардисод 8 — «Невозможная планета»
Капитан Уокер готов исследовать загадочную планету Кроп Тор.

### Тардисод 9 — «Темница Сатаны»
Опасность распространяется по всей станции людей на Кроп Тор.

### Тардисод 10 — «Любовь и монстры»
ЛИНДА — группа людей, желающих как никто встретиться с загадочным Доктором.

### Тардисод 11 — «Бойся её»
Девочка из Лондона очень любит рисовать, а в шкафу её затаилось нечто тёмное.

### Тардисод 12 — «Армия призраков»
Всех, кто что-либо знает о Докторе, забирают люди из загадочной организации «Торчвуд».

### Тардисод 13 — «Судный день»
Опасность грозит всему человечеству, ибо на Землю явились далеки и киберлюди.